# محافظة ميسان (العراق)
محافظة ميسان هي إحدى محافظات العراق، في شرق البلاد على الحدود الإيرانية، عاصمتها العمارة الواقعة على دجلة وثاني أكبر مدنها هي المجر الكبير. قبل عام 1976 كانت تعرف بمحافظة العمارة. ويُعتقد بأن الاسم كان في الأصل مملكة ميشان ومن ثم تغير إلى ميسان. تقع على بعد حوالي 320 كيلومتراً جنوب شرق العاصمة بغداد وحوالي 180 كيلومتراً عن البصرة. يبلغ عدد سكان المحافظة حوالي 1,5 مليون ونصف حسب إحصاء عام 2014.

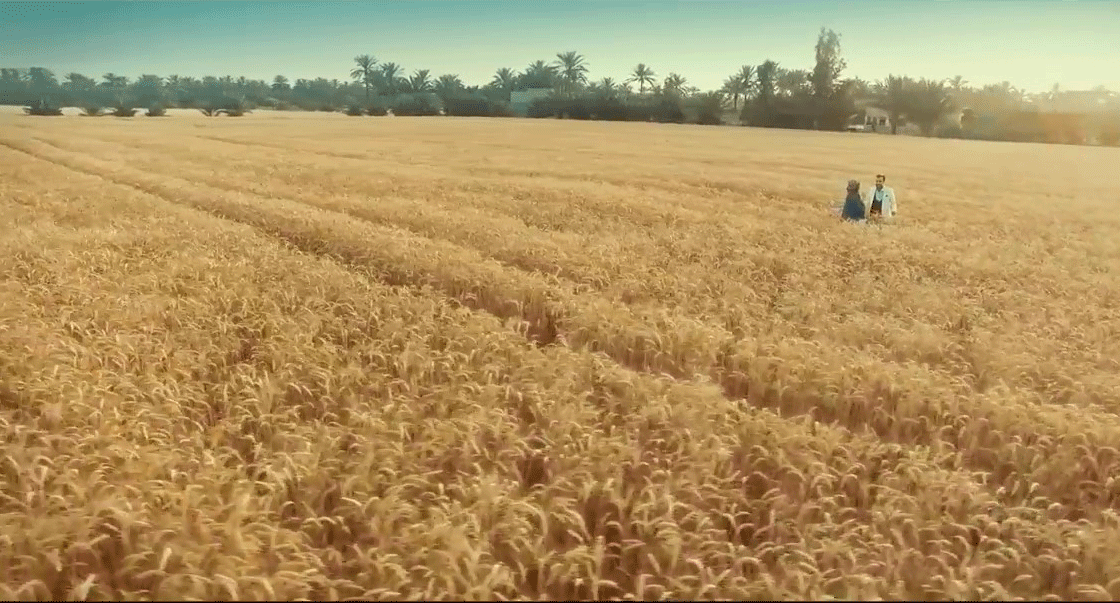
حقل زراعي في محافظة ميسان

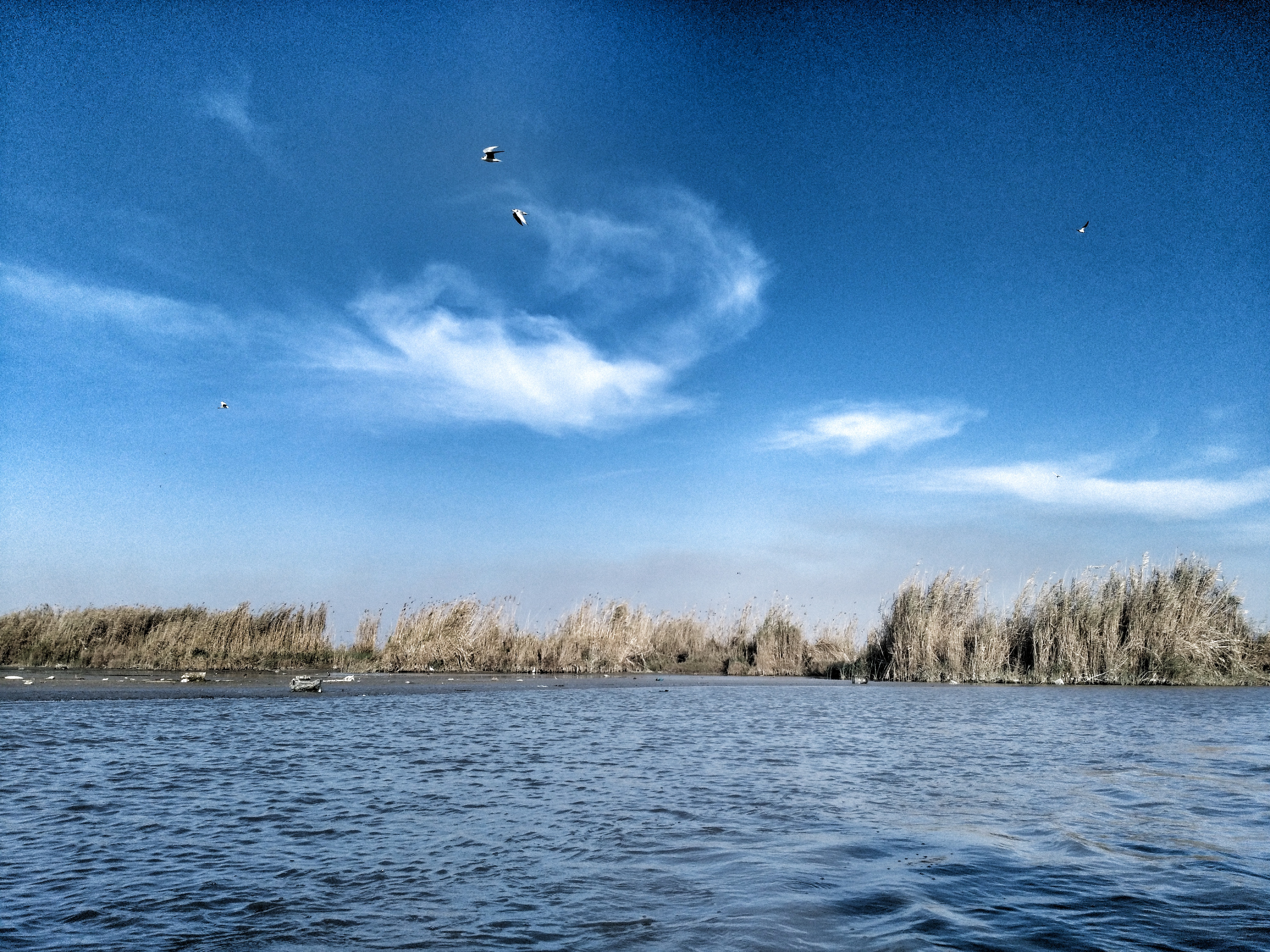
هور المالح

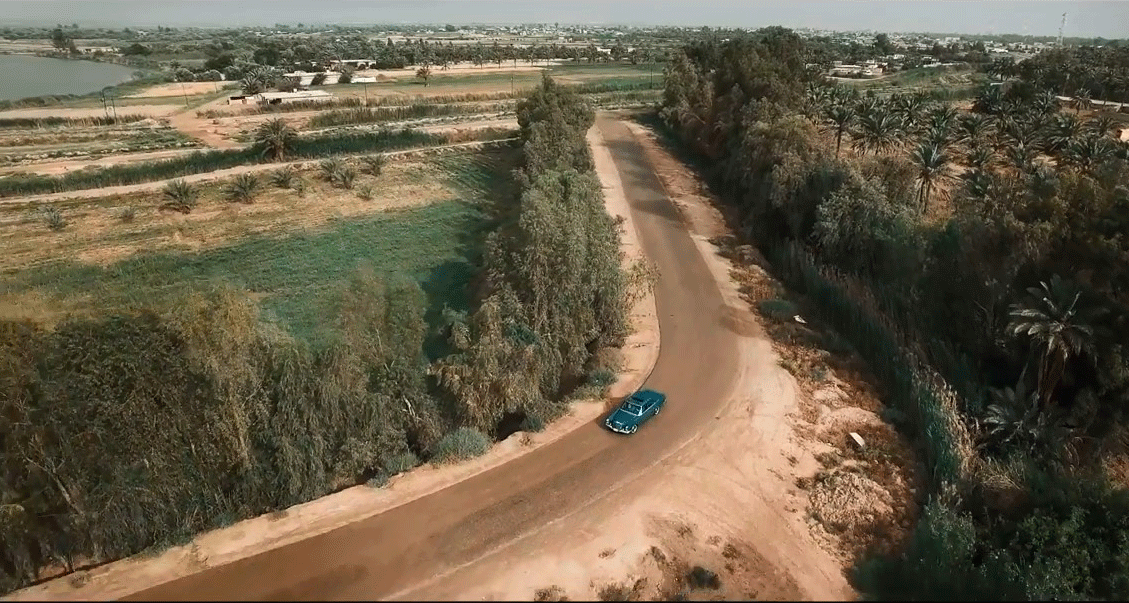
طريق في أهوار ميسان

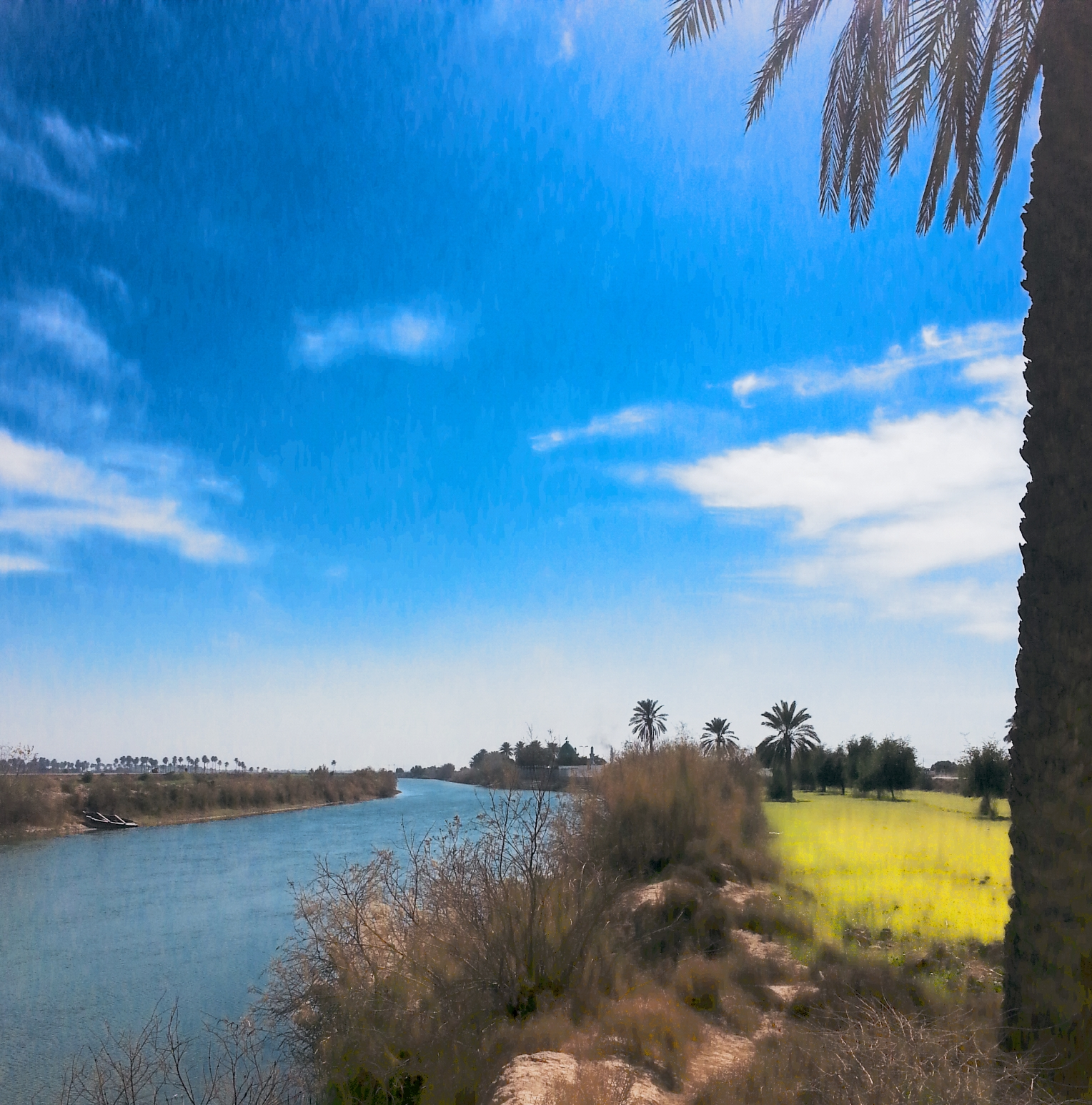
أحد البساتين المُطلة على نهر دجلة

## الأقضية والنواحي
| القضاء          | النواحي                                        | الخارطة |
| --------------- | ---------------------------------------------- | ------- |
| قضاء العمارة    | ناحية العمارة، ناحية كميت                      |         |
| قضاء الكحلاء    | ناحية الكحلاء، ناحية المشرح، ناحية بني هاشم    |         |
| قضاء علي الغربي | ناحية علي الغربي، ناحية علي الشرقي             |         |
| قضاء المجر      | المجر الكبير ناحية الخير، ناحية العدل          |         |
| قضاء قلعة صالح  | قلعة صالح، ناحية العزير                        |         |
| قضاء الميمونة   | الميمونة، ناحية السلام، ناحية سيد أحمد الرفاعي |         |
| قضاء الطيب      |                                                |         |

تتألف محافظة ميسان من خمسة أقضية بالإضافة إلى قضاء العمارة وهي:ـ علي الغربي ـ الميمونة ـ المجر ـ قلعة صالح - الكحلاء.
بالإضافة إلى تسعة نواحي هي:- علي الشرقي - كميت - المشرح - السلام - الخير - العدل - بني هاشم - العزير - ناحية سيد أحمد الرفاعي
وتدين العمارة في تطورها لموقعها الممتاز حيث تبدو للناظر من سطح السفينة جميلة وذلك بفضل (كورنيشها) الذي تمتد عليه في خط واحد بيوت تتألف من طابقين مبنية من الطابوق وتقسمها إلى محلات منفصلة عدة شوارع عريضة ومستقيمة. أن هذه الواجهة الجميلة تبدو كما لو أنها ديكور يخفي وراءه العمارة الحقيقية بأبنيتها الطينية وصرائفها وبساتينها وحقولها المحروثة.
وتتألف العمارة من المحلات:ـ
- القادرية (الجديدة):ـ وهي أول محلة بنيت في العمارة وكانت فيها منارة أثرية بناها عبد القادر الكولمندي الذي صار متصرفا لها في الفترة (من 1861 م إلى 1866 م) وكان أغلب سكانها من اليهود ولا تزال مساكنهم التي تمتاز بطابع عمراني يكاد مميز شاهدةً هناك.
- السرية:ـ وهي المحلة التي بناها سري باشا متصرف العمارة في عهد الدولة العثمانية (1871 ـ 1874 م).
- السراي: سميت باسمها لقربها من مبنى سراي الحكومة والسرية والسراي: المحلتان مندمجتان من جهة الشمال على كورنيش امتداد نهر دجلة قبل تفرعه إلى الكحلاء والمشرح وفي السراي توجد منطقتان احداهما السوارية وهي مكان لوقوف خيول الشرطة العثمانية (الجندرمة) والمنطقة الأخرى السالمية وهي المنطقة القريبة من بيت المحافظ الآن وقد سميت بالسالمية نسبة إلى الحاج سالم محمود الحاج مهدي الدفاعي وظلت تذكر بهذا الاسم إلى أواخر الأربعينيات.
- المحمودية:ـ سميت نسبة إلى التاجر العماري محمود الحاج طه حيث كانت تقع ضمن حدود بستانه.
- الصابونجية:ـ سميت باسمها لوجود معمل لاستخراج الصابون فيها والمحلتان (المحمودية والصابونجية) مندمجتان والصابونجية اقرب إلى السوق.
- الشبانة:ـ وهي المحلة التي تقع على الجانب الأيمن من نهر دجلة والشبانة محل الجيش التركي وكانت حدودها تمتد من البستان المقابل إلى بيت المحافظ اليوم إلى نهر الماصخ وهو (نهر مندرس حيث كانت آثاره تقع قرب العيادة الشعبية اليوم في المركز الصحي في حي القاهرة (الألبان).
- الدبيسات:ـ تقع شمال شرق العمارة عبر نهري المشرح والحكلاء وكانت محلة الماجدية التي استحدثت عام 1939 في زمن المتصرف ماجد مصطفى (5 / 10 / 938 ـ 1 / 5 / 1941 م) تقع ضمن محلة الدبيسات القديمة وأما منطقة بستان عواشة وبستان الجدة فكانت بساتين من جهة الجنوب وليس فيها سوى سبعة دور متشابهة وهي قصور أثرياء المدينة وتدعى (سبع قصور).

## ديموغرافية ميسان
مقالة رئيسية: سكان العراق 
تتميز محافظة ميسان بديموغرافية متنوعة جداً حيث أن الغالبية العظمى منهم هم من العراقيين الشيعة ويليهم العراقيون السنة والصابئيون وثم المسيحيون وبعض الأقليات الصغرى مثل الكورد الفيليين في المحافظة
تمتاز المحافظة بكونها موطن أصلي لعرب الأهوار الذين يعيشون ويتركزون في هور الحويزة شرق المحافظة

### إحصاء عام 1920 م
يذكر إحصاء أجرته السلطات قبل أبريل/نيسان عام 1920م أن مجموع سكان لواء العمارة (محافظة ميسان حالياً) كان 300 ألف نسمة. وقد توزع السكان وفقاً للمجموعات الدينية التالية:
| الفئة          | مسلمون شيعة  | مسلمون سنة | يهود       | مسيحيون  | ديانات آخرى | المجموع      |
| -------------- | ------------ | ---------- | ---------- | -------- | ----------- | ------------ |
| العدد          | 284,700 نسمة | 7,000 نسمة | 3,000 نسمة | 300 نسمة | 5,000 نسمة  | 300,000 نسمة |
| النسبة المئوية | 94.9%        | 2.3%       | 1%         | 0.1%     | 1.7%        | 100%         |
|                |              |            |            |          |             |              |

- خانة ديانات آخرى تشمل لصابئة المندائيين وآخرون.

يبلغ المجموع الكلي للسكان في محافظة ميسان حوالي 1,5مليون نسمة متباينة المعيشة والتوطن بين الريف والحضر حيث تشكل نسبة سكان الحضر حوالي 72.8% من المجموع الكلي أما سكان الريف فيشكلون حوالي 27.2% ويتوزع السكان بأعداد وكثافات مختلفة داخل أجزاء المحافظة مشكلة هذه التجمعات الوحدات الإدارية المعروفة الآن في المحافظة والمتمثلة بالأقضية والنواحي، إذ يبلغ عدد الوحدات الإدارية في المحافظة 15 وحدة إدارية مقسمة ما بين قضاء وناحية. يختلف عدد السكان من وحدة إدارية إلى أخرى كما تختلف نسبة الحضر إلى الريف في كل وحدة إدارية.

## الحكومة المحلية
محافظ ميسان الحالي هو حبيب ظاهر الفرطوسي وسبقه علي دواي لازم وسبقهم بالمنصب محمد شياع السوداني

## التاريخ الحديث
في المحافظة أغلبية شيعية. وقد عانى سكانها كثيرا خلال الحرب الإيرانية العراقية، حيث كانت مسرحا رئيسيا للعمليات الحربية، وأيضا في الفترة اللاحقة لثورة عام 1991. والمحافظة وعبر التاريخ موطن لعرب الأهوار.

## أحداث
حدثت كثير من الأحداث الأمنية على مستوى المحافظة في عام 1991/الخامس عشر من شعبان انتفاضة جماهيرية كبيرة أدت إلى زوال السلطة مؤقتاً في المحافظة وإلى مقتل أعداد كبيرة من أهل المحافظة. وكانت هنالك انتفاضة جديدة في عام 1999 في اليوم اللاحق من مقتل محمد محمد صادق الصدر الذي أثّر على المحافظة تأثيرا كبيرا لكن سرعان ما تم إنزال الفدائيين والجيش والأمن إلى الشوارع واعتقال المئات من أبناء المحافظة وإعدامهم وتهديم بيوتهم بالجرافات. سيطرت عليها عام 2003 القوات المسلحة البريطانية بعد غزو العراق، ثم شُكّلَ مجلس محافظة منتخب. ومدينة المجر الكبير كانت موقعا لمقتل ستة من الشرطة العسكرية الملكية البريطانية في عام 2003، وأصبحت مدينة العمارة مدينة شهيرة في الصحافة البريطانية بعد أحداث قتال في شوارع المدينة في صيف 2004.
طُرح اقتراح لضم ميسان إلى محافظات البصرة وذي قار المجاورة لتشكيل الولاية الجنوبية من الفدرالية العراقية المطروحة.
حدث في يوم 18/12/2009 أن استولت قوة إيرانية على حقل الفكة النفطي غرب المحافظة وشهد هذا العمل استنكاراً كبيراً بلسان الشعب العراقي لكن بعد المفاوضات خرجت القوة الإيرانية بعد ما يقارب الشهر.

## المعالم
تتميز المحافظة بوجود الكثير من المعالم فهناك وسط حي الماجدية في مدينة العمارة العاصمة المحلية لمحافظة ميسان جنوبي العراق وعلى ضفاف نهر الكحلاء يقع نصب المرأة الميسانية المعروفة أيضا باسم نصب تسواهن الذي نال شهرة واسعة في المناطق الجنوبية من العراق حيث يمثل رمزاً للمرأة الكادحة والمربية في تلك المناطق يبلغ ارتفاع النصب 32 مترا وشيده النحات الراحل أحمد البياتي الذي توفي يوم الرابع عشر من أيلول عام 2014 عن عُمر يناهز 70 عاما يعود إنشاء النصب إلى حقبة الثمانينيات من القرن الماضي وقد تعددت الروايات بشأن أسباب إنشائه وتسميته إلّا أن أقوى الروايات تؤكد أن النصب يشير إلى المرأة الميسانية التي وقفت إلى جانب المقاتلين العراقيين في الحرب العراقية الإيرانية وكما يعد رمزا لنساء المحافظة اللائي عانينَ كثيراً من الحروب والمشاكل التي عانت منها مناطق جنوبي العراق خلال السنوات الماضية يعد النصب فريدا من نوعه في العراق لأنه لإمرأة تحديداً فـبالعادة هناك مئات التماثيل والنصب التذكارية لكنها تخلد قادة وشخصيات تاريخية ويظهر النصب امرأة ميسانية شامخة تحمل عجلتا تقدم وحمامات السلام على رأسها كما تضع في إحدى يديها بعض أوراق النبات الذي ينمو في أهوار ميسان وتوشحت هذه المرأة باللون البنى وهو ما يشير في المحافظة إلى لون عباءة الرجل في إشارة إلى ستر المرأة الميسانية مصادر 